# Shobrooke
Shobrooke – wieś i civil parish w Anglii, w Devon, w dystrykcie Mid Devon. W 2011 civil parish liczyła 537 mieszkańców. Shobrooke jest wspomniana w Domesday Book (1086) jako Sotebroch/Sotebroca.